# Chisindia
Chisindia (en hongrois : Keszend) est une commune du județ d'Arad, Roumanie qui compte 1 340 habitants.
La commune est composée de 3 villages : Chisindia, Păiușeni et Văsoaia.

## Culture
Le premier document attestant de l’existence de l'un de ces villages date de 1349.
D'après le recensement de 2011, la commune compte 1 340 habitants.